# Gabriele L. Berndt

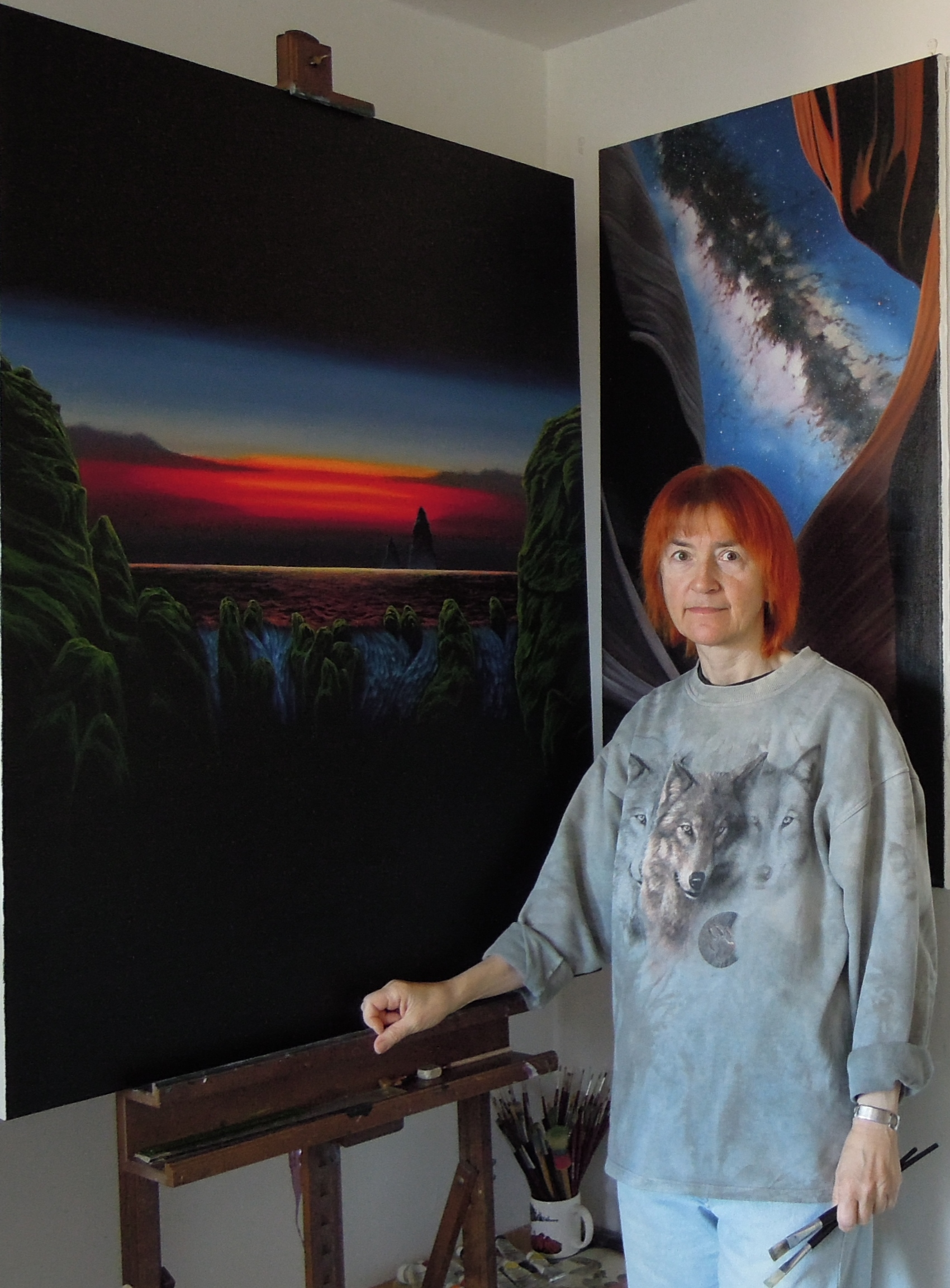
Gabriele L. Berndt (2013)

Gabriele L. Berndt (* 7. April 1954 in Lübeck) ist eine deutsche Bildende Künstlerin.

## Leben
Als Elfjährige experimentierte Gabriele L. Berndt bereits mit Ölfarben. „Die ständige Konfrontation mit ihren Kunstlehrern allerdings hielt sie von einem Kunststudium fern.“ Spätere Auseinandersetzungen mit der Kunstszene bestätigten sie darin. Im Anschluss an das Fachabitur 1974 in Lübeck und eine Ausbildung zur medizinisch-technischen Assistentin war sie bis 2009 am Universitätsklinikum Kiel tätig. Die ganze Zeit über bildete sie sich in der Malerei autodidaktisch weiter. Seit 1976 lebt und arbeitet Gabriele L. Berndt in Kiel.

## Werk

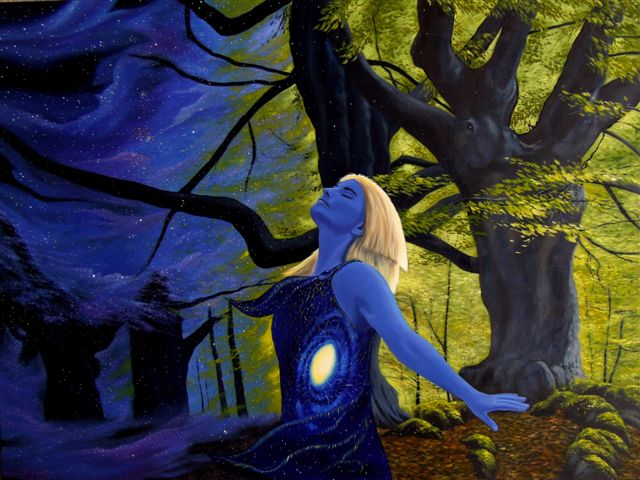
Spaces 5, 90×120 cm, Acryl und Harzöl auf Leinen, 2010.

Als Malerin schuf Gabriele L. Berndt mehr als 800 Gemälde, die in zwei thematische Gruppen eingeteilt werden können. In den Jahren ihrer Zusammenarbeit mit der Agentur Artwork Walter Holl von 1990 bis 2013 entstanden zahlreiche Fantasy- und Märchenszenen sowie Bilder mit Tieren. Parallel dazu „rückte das Leitthema >Natur und Mensch< in den Vordergrund, worin sie die kosmische, vom Menschen unberührte Schöpfung mit seinem zerstörerischen Handeln auf unserer Welt kontrastierte.“ Diese – von der Künstlerin als „kritische Malerei“ bezeichneten – Arbeiten können thematisch der Gattung Space Art zugerechnet werden. „Die Space-Art führt uns die kosmische Zukunft der Menschheit vor Augen. Diese Kunstrichtung ist eine Art visuelle Futurologie, ein Blick ins Morgen,“ denn in dieser Kunstrichtung ist das Zukünftige heute schon abgebildet, quasi visualisiert.
„Die Space Art aus Deutschland wird zur Weltspitze gerechnet. Das änderte bisher jedoch nichts daran, dass sie vom etablierten Kunstbetrieb in Deutschland kaum wahrgenommen wird.“ Die International Association of Astronomical Artists (IAAA), der Gabriele L. Berndt zeitweise angehörte, bemüht sich seit Jahren, dies zu ändern und den Einfluss der Kunst und der Künstler auf die Raumfahrtbemühungen und die Programme zur Erforschung des Sonnensystems herauszustellen. Berndts Kollege Arthur Woods, prominentes Mitglied der IAAA aus Embrach im Kanton Zürich, artikuliert dies so: „Tatsächlich hat es immer eine sehr enge Beziehung zwischen Künstlern und Wissenschaftlern gegeben, insbesondere im Bereich der Weltraumforschung. Das beginnt schon mit den ersten Astronomen, die das, was sie durch ihre Teleskope sahen, zeichneten. Sie nutzten ein künstlerisches Medium, um zu erklären, was sie sahen. Auf der anderen Seite haben Künstler schon von Weltraumflügen und Reisen zum Mond geträumt, lange bevor Wissenschaftler und Ingenieure dazu stießen. In gewisser Weise haben Künstler das Raumfahrtprogramm überhaupt erst erfunden.“

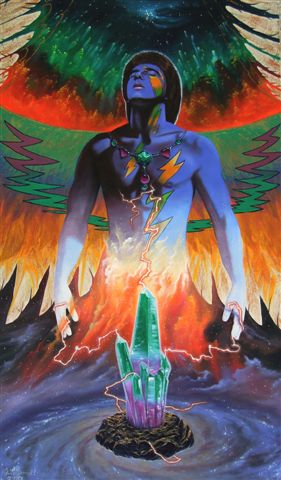
Universal Ecstasy, 120×70 cm, Acryl und Harzöl auf Leinen, 1997.

Bei Gabriele L. Berndt liegen die Raumfahrtprogramme des 20. Jahrhunderts weit zurück in einer fernen Vergangenheit. Die Protagonisten ihrer Bilder haben die Eroberung des Weltraums längst hinter sich, sind bereits Menschen der Zukunft. Berndt nennt diese Menschen „Space-People“. „Es handelt sich um paradiesische Geschöpfe, die den schrillsten Komplementärkontrast im Gesicht tragen: grün-rote Blitze auf der Wange oder violetter Teint und gelb-blondes Haar. Sie sind die Führer, die den Betrachter begleiten in die fernen Welten außerirdischer Imagination und heilsamer Hoffnung, manchmal auch subtiler Beunruhigung.“ „Diese Space-People, überwiegend als männliche Wesen abgebildet, gleichen eher sinnlichen Engeln denn stofflichen Erdenbürgern. Ein Besucher Berndts imaginärer Welten hält sich gern an diese freundlichen Begleiter. Denn allzu viel Irritierendes lauert in fremdartigen Skulpturen, in dunklen Meeren oder hinter geheimnisvollen Toren durch Dimensionen, die das harmonische Gefüge von Berndts Universum überraschend in Frage stellen. Unwillkürlich beschleicht einen die Angst, diese Tore könnten in Abgründe führen, die im Innenleben des Betrachters ihren Grund finden. (…) Berndts Gemälde ziehen den Betrachter in eine Spannung zwischen Mikro- und Makrokosmos. (…) Deutlich und unwiderlegbar tritt so der Gegensatz zwischen dem ureigenen Wesen des Menschen mit seinem inneren Wunschleben und der äußeren Wirklichkeit (…) zu Tage.“
Gabriele L. Berndt ließ sich trotz ihrer Vertretung durch eine Agentur nie auf die Herstellung bestimmter Themen festlegen. „Ihr aufgewühltes Gewissen angesichts der Zerstörung der Schöpfung durch den Menschen, sowie Ausbeutung und globale Missstände, die unsere Existenz bedrohen, lösten bei ihr eine Ruhelosigkeit aus die sie in einer eigenen Schaffensperiode außerhalb der Space Art künstlerisch umsetzte.“ Hans-Ulrich Keller, Direktor des Planetariums Stuttgart von 1976 bis 2008, schrieb über sie: „Gabriele L. Berndt ist eine ungewöhnliche Künstlerin. Sie lässt sich in kein Schema pressen. Sie malt aus Leidenschaft, aus einem tiefen inneren Trieb, einem Anspruch an eine Gesellschaft, die reif zu überdenken ist. Ihre Phantasie kennt keine Grenzen, ihr Schaffensdrang ist unersättlich.“

## Arbeitsweise

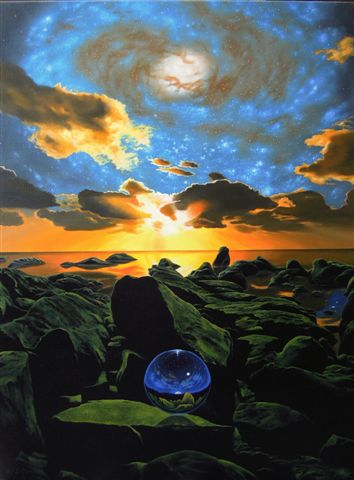
Silence, 120×90 cm, Acryl und Harzöl auf Leinen, 2009.

Die akribisch angelegte Arbeitsweise von Gabriele L. Berndt basiert auf klassischen Maltechniken. „Nur selten arbeitet sie mit Airbrush. Die völlig glatte Oberfläche des Pigmentauftrags erreicht sie durch möglichst dünne Farbschichten, die sie traditionell mit Pinseln aufträgt.“ Obwohl „die gegenständliche Darstellung und eine möglichst fotographische Wiedergabe in ihrem bevorzugten Interesse“ liegen, gibt sie dem spontanen Einfall und der Imagination den Vorrang vor der Maltechnik. In einem ihrer Bildbände notiert sie: „Es macht mir zwar nichts aus, völlig fotorealistisch zu arbeiten, jedoch ziehe ich die phantastische Umgestaltung eines Bildes immer vor.“ Ihr Ziel ist, „Welten für andere sichtbar werden zu lassen, die zuvor nur in ihrer Phantasie existierten.“

## Ausstellungen (Auswahl)
- Carl-Zeiss-Planetarium Stuttgart, 1982
- Carl-Zeiss-Planetarium Stuttgart, 1986
- Stadtbücherei Bonn-Tannenbusch, 1987
- Planetarium Bochum, 1987
- Carl-Zeiss-Planetarium Stuttgart, 1989
- Haus der Begegnung Greetsiel, 1989
- Planetarium Stuttgart, 1993
- Zeiss Planetarium Bochum, 1994

## Fernsehsendungen

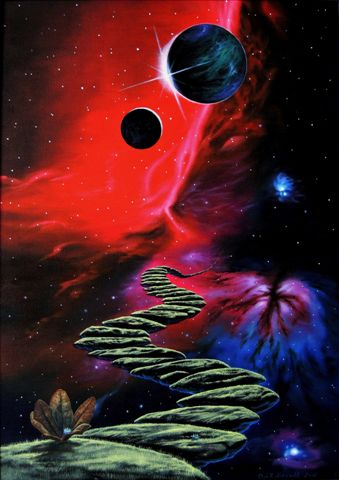
Path of Life, 70×50 cm, Acryl und Harzöl auf Leinen, 2006.

Weite Verbreitung fanden die Bilder von Gabriele L. Berndt über das Bayerische Fernsehen, „das die Space Art regelmäßig einem breiten Publikum präsentiert“, nämlich im Rahmen der Space Night, dem Nachtprogramm des Senders. „Es entstanden, hauptsächlich an den Schneidetischen der BR-Editoren Ursula Wachter und Bernd Mattheus, bis 2003 insgesamt 15 Space Art-Episoden mit Bildern von Gabriele L. Berndt und weiteren Künstlern.“ Die Filmmusik zu der Produktion aus dem Jahr 2000 „stammt von dem Filmkomponisten Matthias Junken. (…) Seine symphonische Komposition Lost in the Galaxy war bereits in weiteren Fernsehproduktionen zu hören.“ 2002 kam ein weiterer Teil mit Bildern von Gabriele L. Berndt zur Ausstrahlung. Diesmal mit der Musik von Terry Darp (alias Jens-Uwe Bartholomäus). Beide TV-Produktionen wurden via Satellit „europaweit ausgestrahlt, waren über das Internet weltweit zu sehen und gelangten – wenn man die Ausbreitung der Funkwellen berücksichtigt – mit Lichtgeschwindigkeit (…) hinaus in die Milchstraße. (…) Wohl eine der schönsten Botschaften, die Menschen von der Erde in den Kosmos senden können.“
- BR, 2000: Space Art 5: Die Welten der Gabriele L. Berndt, 27 min
- BR, 2002: Space Art 14: Futurealismus, Space-People von Gabriele L. Berndt, 5 min